# Попытка теракта в Аммане (2004)
Теракта с применением химического оружия в Аммане — сорванный иорданскими спецслужбами теракт аль-Каиды в 2004. В случае осуществления мог бы стать самым кровавым терактом в истории.
Планировщиком был Абу Мусаб аз-Заркави, выделивший боевикам 170 тысяч долларов на накладные расходы. Атаки планировалось провести против посольства США, резиденции Премьер-министра и штаба разведки. В ходе теракта предполагалось задействовать 20 тонн химической взрывчатки, что могло бы привести к жертвам от 20 до 80 тысяч лиц и несмертельным отравлениям 160 тысяч.
Взрывчатку с химикатами предполагалось погрузить на 6 автомобилей и запарковать их в 6-7 минутах от штаба разведки. Атаку должен был начать Шевроле Каприс, в котором должны были передвигаться гранатомётчики с РПГ, что должны были снести ограждения и расстреляв охранные позиции, после чего грузовик, гружёный взрывчаткой, должен был пробить ворота и, запарковавшись в центре внутри парковки, взорваться. Взрыв бы имел двойной эффект: обычная ударная волна и выброс облака отравляющих веществ на площади в 2 км².
Теракт сорвался в связи с захватом или убийством иорданской полицией при попытке захвата установленных членов террористической ячейки непосредственно перед терактом.